# Семеновское (сельское поселение Победа)
Семёновское  — деревня в Ржевском районе Тверской области. Входит в состав сельского поселения «Победа».

## География
Находится в южной части Тверской области на расстоянии приблизительно 19 км по прямой на северо-запад от города Ржев.

## История
Деревня была отмечена еще на карте 1825 года. В 1859 году здесь (деревня Ржевского уезда Тверской губернии) было учтено 10 дворов, в 1939—25.

## Население
Численность населения: 102 человека (1859 год), 7 (русские 100 %) в 2002 году, 1 в 2010.